# Clemency (Luxemburg)
Clemency (luxemburguès Kënzeg, alemany Küntzig) és una comuna i vila a l'est de Luxemburg, que forma part del cantó de Capellen. Està formada per les viles de Clemency i Fingig. Limita al nord amb Steinfort, a l'est amb Garnich, al sud amb Bascharage i a l'oest amb Aubange i Messancy (Bèlgica).

## Població
| Nacionalitat   | Població | %      |
| -------------- | -------- | ------ |
| luxemburguesos | 1.652    | 78,48% |
| Forasters      | 453      | 21,52% |
| - portuguesos  | 78       | 3,71%  |
| - francesos    | 52       | 2,47%  |
| - italians     | 51       | 2,42%  |
| - belgues      | 164      | 7,79%  |
| - alemanys     | 33       | 1,57%  |
| - iugoslaus    | 13       | 0,62%  |
| - altres       | 62       | 2,95%  |

## Evolució demogràfica
| Any        | Població |
| ---------- | -------- |
| 15/02/2001 | 2.105    |
| 01/01/2002 | 2.074    |
| 01/01/2003 | 2.096    |
| 01/01/2004 | 2.093    |
| 01/01/2005 | 2.141    |

## Agermanaments
- Gaflenz (Estíria)